# Paul Glandorp
Paul Glandorp (auch Paulus Glandorp; * 17. Dezember 1626 in Bremen; † 5. November 1696 ebenda) war ein deutscher Mediziner, Professor in Rinteln und Stadtphysicus von Bremen.

## Leben
Glandorp war ein Enkel des Wundarztes Ludwig Glandorp und einziger Sohn des Bremer Arztes Matthias Glandorp. Er besuchte die Bremer Schule, ab 1647 die Universität Leiden und ab 1648 die Universität Franeker. 1650 kehrte er nach Bremen zurück. Am 12. November 1652 wurde er mit der Disputation De Lienteria an der Universität in Leiden zum Doktor der Medizin promoviert. 
Glandorp folgte 1655 einem Ruf auf eine medizinische Professur an der Universität Rinteln, wo er Ende 1658 und Anfang 1662 als Rektor fungierte. 1665 kehrte er in seine Heimatstadt zurück, die ihn 1674 zum Stadtphysicus ernannte. Dieses Amt hatte er bis zu seinem Tod inne.

## Werke
- De Lienteria, Leiden 1652.
- Programma In Funere Elegantissimae Puellulae Annae Susannae Bodinae..., Bremen 1662.
- Panegyricus in obitum Wilhelmi IV., 1663.